# Grabby Awards
Grabby Awards (mais conhecido como The Grabbys) são apresentados anualmente em Chicago para homenagear o trabalho feito na indústria de vídeo erótico adulto gay. Os prêmios são patrocinados pela GRAB Magazine. O Grabby Awards e a GRAB Magazine são de propriedade e operados pela Grabbys, LLC. Os prêmios foram de propriedade até 2009 pela Gay Chicago Magazine.

## Início
O primeiro Grabby Awards (anteriormente conhecido como Adult Erotic Gay Video Awards) foi concedido em 1991, quando os prêmios eram listados na edição de fim de ano da Gay Chicago Magazine. Os prêmios concedidos naquele ano incluíram "Burnout do ano", "Retorno do ano", "Nova surpresa do ano", "Melhor Ator Coadjuvante", "Melhor Estreante" e "Melhor Artista Geral". De acordo com "Big Daddy" Ferguson, fundador da Gay Chicago Magazine e criador dos prêmios, os Grabbys são "... nossa maneira de destacar certos aspectos dos vídeos do ano passado que, em nossa opinião, valem atenção especial."
O segundo ano do prêmio, 1992, viu a adição de algumas categorias de premiação mais tradicionais, como "Melhor Vídeo do Ano" e "Melhor Roteiro"; "Melhor Artista Geral" foi encurtado para "Melhor Artista". Os prêmios únicos continuaram, no entanto, com a entrega do "Pull-Lister Prize", atribuído a Gay Sex: A Manual for Men Who Love Men.
Em 1993, o terceiro prêmio anual incluiu "Melhor Artista Étnico" e "Melhor Ejaculação", e viu o primeiro empate para um prêmio, o de Falcon Studios e Kristen Bjorn Productions para "Melhor Vídeo do Ano".
"Melhor Diretor" foi adicionado em 1994, juntamente com "Melhor Vídeo Internacional", "Melhor Cinematografia", "Melhor Cena de Sexo", "Melhor Vídeo Bissexual" e o "Prêmio Whopper", apresentado a um artista canadense.
"Melhor Ejaculação" foi renomeado "Hot Shots", a única mudança nas categorias de premiação para 1995. Os prêmios de 1996 incluíram a adição de "Melhor papel não sexual" e "Novos artistas promissores"; não houve acréscimos ou mudanças de nome para os prêmios de 1997.

## Primeira cerimônia de premiação
Realizado no sábado, 29 de maio de 1999, os Grabbys de 1998 foram apresentados durante uma cerimônia de premiação pela primeira vez durante o fim de semana do Memorial Day. Chicago foi sede do International Mister Leather Contest (IML) por 20 anos, e o fundador do IML, Chuck Renslow, sugeriu que os Grabbys fossem adicionados às atividades do fim de semana para fornecer entretenimento adicional para os milhares de participantes do IML.
A cerimônia foi uma arrecadação de fundos para a Reimer Foundation, "uma corporação sem fins lucrativos que promove o comportamento sexual mais seguro por meio de educação e campanhas de conscientização pública. A organização fornece recursos de informação e produz vídeos e outros materiais sobre sexo seguro. Os serviços de divulgação incluem distribuição gratuita de preservativos; os serviços são disponível internacionalmente."
O primeiro show ao vivo aconteceu no Music Hall of Man's Country, uma sauna gay no bairro de Andersonville, em Chicago. O evento atraiu uma multidão de capacidade. Fãs, gays "artistas eróticos masculinos adultos", diretores, outras pessoas da indústria e a mídia nacional vieram de todos os Estados Unidos para participar. O conhecido artista de Chicago, Honey West e o proeminente diretor pornô Chi Chi LaRue serviram como coanfitriãos para as festividades da noite.
Ferguson, (às vezes referido como o "padrinho" dos Grabbys) deu as boas-vindas à multidão para a primeira apresentação ao vivo dos prêmios. Ferguson foi inspirado e incentivado por seu amigo pornô Mickey Skee, da AVN Magazine, a iniciar uma premiação no Centro-Oeste que rivalizasse com os shows que Mickey faz no ocidente, mas também fosse diferente o suficiente para incentivar as estrelas a irem a todos eles. . As categorias de premiação foram novamente ampliadas com a adição de novas categorias ou subdivisões das anteriores. As mudanças incluíram "Melhor Vídeo: Romance", "Melhor Vídeo: All Sex", "Melhor Vídeo: Fantasia", "Melhor Ator: Dramatic", "Melhor Ator: Action Hero", "Melhor Cena de Sexo em Dupla", "Melhor Cena de Grupo" ", "Melhor Vídeo Étnico", "Melhor Vídeo de Fetiche" e "Melhor Vídeo de Couro".
Ao contrário dos similares Gay Video News (GayVN), que são abertos apenas por convite a participantes e jornalistas, os ingressos para os Grabbys estão disponíveis para compra pública, permitindo que fãs e artistas se misturem e se conectem diretamente. O evento também inclui a categoria "Escolha do Povo", embora outros prêmios sejam concedidos por um comitê selecionado pela revista. Além disso, os Grabbys mostram videoclipes com classificação X das indicações, enquanto o GayVN Awards não.
O show também viu a criação de um "Wall of Fame" para homenagear as lendas da indústria, premiada por seu impacto na indústria e não pelo tempo em que estiveram envolvidos nela. Os recém-chegados à indústria Ken Ryker, performer, crítico da indústria e autor Mickey Skee do Adult Video News e Bob East, o diretor executivo do Men of Odyssey Studio, foram empossados ao lado dos diretores de longa data Jim Steel, Toby Ross e coanfitriã Chi Chi LaRue. Ferguson também foi introduzido no "Wall of Fame" apesar de seus protestos; sua equipe insistiu que ele fosse homenageado como o criador dos prêmios.
LaRue também ganhou prêmios por "Melhor Vídeo Étnico" e empatou com Kristen Bjorn por "Melhores Vídeos". Comentando sobre o prêmio de "Melhor Vídeo Étnico", LaRue comentou: "Com 10 garanhões negros quentes e um passivo branco, como você pode perder?"
Para os Grabbys de 1999, prêmios adicionais para "Melhor Ator: Fantasia", "Melhor Ator: Romance", "Melhor Roteiro: Fantasia", "Melhor Roteiro: Romance"; "Melhor Cena Solo", "Melhor Cena de Sexo a Três" e "Melhor Vídeo de Twink" foram adicionados. Mais uma vez, LaRue e West foram as coanfitriãs. A cerimônia de premiação, realizada no fim de semana do Memorial Day de 2000, também incluiu uma aparição surpresa da comediante Judy Tenuta, na cidade fazendo um trabalho promocional. Ela encantou a multidão e, como Ferguson comentou em sua reportagem sobre o evento, "foi um grande prazer tê-la vindo para apoiar a indústria pornô gay. Pessoas assim têm muita classe, porque arriscam muito para vir a esses eventos, e Deus os ama, se eles vão nos apoiar, eu vou apoiá-los!"

## Evolução
Para os prêmios de 2000, Zak Spears e outra pessoa foram adicionados como coanfitriões com Honey e Chi Chi. Os prêmios passaram do local dos shows anteriores, Man's Country, para a boate Circuit, no coração de Lakeview, Chicago, distrito de Northalsted, carinhosamente conhecido como "Boystown" de Chicago. Mudanças/adições no título do prêmio incluíram "Melhor Ator" (sem outros qualificadores), "Melhor Vídeo de Comédia", "Melhor Estreante: Diretor", "Melhor Vídeo do Ano" simplificado para "Melhor Vídeo", "Melhor Videografia" e a estreia do Editor's Choice Awards: "Documentário", "DVD-Clássico" e "DVD-Extras".
Devido à mudança de local, havia mais roupas visíveis do que nos anos anteriores e a orgia de encerramento foi omitida. No entanto, Jeff Stryker, em seu caminho para assinar o "Wall of Fame", conseguiu "perder" seu roupão de banho e desfilar pelo palco nu - seu corpo bem lubrificado - e começou a acariciar sua ereção para a multidão apreciativa. Chi Chi LaRue exclamou: "OK, vamos todos para a cadeia!"
Pela primeira vez, os Trophy Studs para os prêmios de 2001 foram selecionados durante os meses anteriores em eventos na boate Lucky Horseshoe de Chicago. A cerimônia da noite, realizada novamente na boate Circuit, incluiu o Editor's Choice Awards para "Remake de Filme Clássico", "Melhor Roteiro Internacional", "Melhor Ator Internacional" e "Melhor Diretor Internacional".
Os títulos dos prêmios continuaram a mudar para os prêmios de 2002: "Melhor Cena Solo" tornou-se "Melhor Performance Solo"; "Melhor DVD Extras" (anteriormente um Prêmio Escolha do Editor) foi adicionado à lista regular de prêmios junto com "Melhor DVD Clássico". O Editor's Choice Awards para o ano foram "Melhor Vídeo Bissexual", "Melhor Pacote Promo de Revisor" e "Prêmio de Realização Especial", apresentado a Bob East, Diretor Executivo do então extinto Men of Odyssey Studio. O evento aconteceu em 24 de maio de 2003, na boate Circuit pelo terceiro ano consecutivo, e mais uma vez foi apresentado por Chi Chi LaRue e Honey West. Eles se juntaram a Kelly Love e seus coanfitriões masculinos Matthew Rush e Kyle Kennedy. O show foi interpretado para deficientes auditivos por um novato pornô. Jason Sechrest, do JasonCurious.com, estava presente para apresentar uma cesta de vários tipos de lubrificante sexual ao super-passivo, Bret Wolfe.
A cerimônia de premiação de 2003 foi realizada no teatro Park West em 29 de maio de 2004, mudando-se para um conhecido local de concertos/eventos profissionais. Esta foi mais uma evidência da crescente proeminência dos Grabbys e sua importância dentro da indústria pornô gay. Os perenes Chi Chi LaRue e Honey West foram acompanhados em funções de coanfitriões por Chris Steele, Michael Brandon e Bret Wolfe, com interpretação de linguagem de sinais novamente fornecida pela Dillon Press. Prêmios adicionados ao encontro do ano foram prêmios surpresa "Pênis Mais Atraente", "Bunda Mais Atraente", "Artista Versátil Mais Atraente" e "Ejaculações Mais Atraentes". O Editor's Choice Award do ano foi para "Novos Diretores Atraentes".
Jason Sechrest estava presente novamente para apresentar a cesta de lubrificante e foi acompanhado pelo destinatário do ano anterior, Bret Wolfe. A cesta foi apresentada ao indivíduo que eles consideraram "mais propenso a usar toda essa cesta" em um futuro muito próximo. O destinatário, Michael Knight, foi chamado ao palco e o popular fundo agradeceu "o número infinito de polegadas que entraram em mim".
Um retorno ao Park West para os prêmios de 2004 trouxe Honey West e Chi Chi LaRue junto com os coanfitriões Tag Adams, Michael Brandon e Zak Spears para funções de anfitrião/anfitriã. O prêmio de "Melhor Vídeo" foi aparentemente renomeado como "Melhor Vídeo Gay"; os prêmios "Hottest" do ano anterior permaneceram, e o "Prêmio Maleflixx.tv Peoples Choice" foi adicionado. Não houve Prêmios Escolha do Editor.
Em 27 de maio de 2006, o Erotic Gay Video Awards de 2005—os "Grabbys"—foi apresentado no The Vic Theatre. Chi Chi LaRue e Honey West mais uma vez lideraram as cerimônias; seus coanfitriões masculinos para o evento foram Rod Barry, Brad Benton e Chad Hunt. Este foi o último Grabbys com a presença de "Big Daddy" Ferguson, fundador da Gay Chicago Magazine e dos Grabbys; Ralph Paul "Big Daddy" morreu em junho de 2006, alguns dias após seu 72º aniversário.

## Transição em 2009
Em 2009, a Gay Chicago Magazine decidiu parar de revisar vídeos pornográficos gays, e largou os Grabbys. A ex-editora da Gay Chicago, Stacy Bridges, em um acordo para vender sua parte da revista, assumiu a propriedade da premiação junto com o ex-gerente de vendas da Gay Chicago, Mark Nagel. Bridges e Nagel também fundaram a Grab Magazine em Chicago.
Em 5 de janeiro de 2009, pela primeira vez, os Grabbys permitiram aos fãs a chance de votar em seu coapresentador pornô preferido. Em 2 de fevereiro de 2009, os dez principais indicados para se juntar a Chi Chi LaRue, Honey West, Blake Riley e Brent Corrigan como coanfitriões foram anunciados. Os finalistas foram: Steve Cruz, R.J. Danvers, Wolf Hudson, Trevor Knight, Nash Lawler, Collin O'Neal, Erik Rhodes, Jason Ridge, Giovanni Summers e Jackson Wild. Logo depois, Knight desistiu da corrida por ter coorganizado no ano anterior, assim como Wild por razões não reveladas. Em 10 de março de 2009, Hudson venceu a competição, tornando-se o primeiro coanfitrião selecionado pelos fãs do Grabbys Awards e o último dos anos 2000 (década). Jeremy Bilding foi o segundo coapresentador selecionado em 2010 e o primeiro da década de 2010. 2009 também marcou o primeiro ano em que os Grabbys tiveram um hotel anfitrião oficial, o Hard Rock Hotel Chicago. Em 2016, o hotel anfitrião oficial mudou-se do Hard Rock para o Fairmont Chicago, onde está atualmente.

## Lista de coanfitriões anteriores
Chi Chi LaRue e Honey West apresentam os prêmios todos os anos desde 1999. Em 2000 e depois, eles apresentaram ao lado de estrelas pornô. Desde 2009, os fãs podem votar em uma estrela pornô coapresentadora.
| Ano  | Coapresentador(es)                                                                                    | Notas                           |
| ---- | --- | ------------------------------- |
| 2000 | Cole Tucker                                                                                           |                                 |
| 2001 | Zak Spears                                                                                            |                                 |
| 2002 | Christian Taylor                                                                                      |                                 |
| 2003 | Matthew Rush                                                                                          |                                 |
| 2004 | Michael Brandon, Chris Steele e Bret Wolfe                                                            |                                 |
| 2005 | Tag Adams                                                                                             |                                 |
| 2006 | Rod Barry, Brad Benton e Chad Hunt                                                                    |                                 |
| 2007 | Johnny Hazzard, Kent North e Matthew Rush                                                             |                                 |
| 2008 | Jake Deckard                                                                                          |                                 |
| 2009 | Blake Riley e Brent Corrigan                                                                          |                                 |
| 2009 | Wolf Hudson                                                                                           | selecionado por fãs             |
| 2010 | Diesel Washington e Roman Heart                                                                       |                                 |
| 2010 | Jeremy Bilding                                                                                        | selecionado por fãs             |
| 2011 | Tony Buff e Dean Monroe                                                                               |                                 |
| 2011 | Shane Frost                                                                                           | selecionado por fãs             |
| 2012 | Tom Wolfe e Adam Killian                                                                              |                                 |
| 2012 | Austin Andrews                                                                                        | selecionado por fãs             |
| 2013 | Christopher Daniels, Matthew Rush, Trenton Ducati, Rod Daily, Max Ryder, Jimmy Durano e Tommy Defendi |                                 |
| 2013 | Brent Corrigan                                                                                        | selecionado por fãs             |
| 2014 | Trenton Ducati, Shawn Wolfe, Jason Phoenix, Jesse Jackman, Levi Karter e Adam Killian                 |                                 |
| 2015 | Tayte Hanson, Billy Santoro, Ryan Rose, Boomer Banks e Jimmy Fanz                                     | selecionados por patrocinadores |
| 2016 | Mickey Taylor, Levi Karter, Diego Sans, JJ Knight e Dallas Steele                                     | selecionados por patrocinadores |
| 2017 | Bruce Beckham, Wesley Woods, Carter Dane e Skyy Knox                                                  | selecionados por patrocinadores |
| 2018 | Devin Franco, Seth Santoro e Johnny V.                                                                | selecionados por patrocinadores |
| 2019 | Beaux Banks, Calvin Banks, Ryan Rose e Johnny V.                                                      | selecionados por patrocinadores |
| 2020 | – | –                               |
| 2021 | – | –                               |
| 2022 | – | –                               |